# Mayo Lake
Mayo Lake ist ein etwa 100 km² großer See im Yukon-Territorium in Kanada, 35 km ostnordöstlich der Siedlung Mayo. Der Stausee befindet sich im Stammesgebiet der First Nation of Nacho Nyak Dun.

## Lage und Geschichte
Am See wurde 1952 ein Abflusskontrollbauwerk fertiggestellt, welches den Seespiegel um 5 m anhob. Der Wasserspiegel des Sees schwankt seither zwischen 663,25 m (Low Supply Level) und 665,84 m (Full Supply Level). Der Stausee dient während der Zeit mit geringeren natürlichen Abflüssen als Wasserspeicher für zwei flussabwärts am Mayo River gelegene Wasserkraftwerke, Mayo A (1951 errichtet, 2×2,5 MW, 36 m Fallhöhe) und Mayo B (2011 errichtet, 2×5 MW, 64 m Fallhöhe). Die Kraftwerke beliefern insbesondere die nahe gelegene Keno-Hill-Mine sowie die Ortschaften Elsa, Keno City und Mayo mit Elektrizität.
Der Mayo Lake besitzt eine Y-förmige Gestalt mit dem Abfluss am westlichen Seeende. In die beiden Seearme, Nelson Arm (der südliche) und Roop Arm (der nördliche), münden die beiden Hauptzuflüssen, Nelson Creek und Roop Creek. Der See ist gewöhnlich von Ende November / Anfang Dezember bis Anfang / Mitte Juni eisbedeckt. Es gibt Bemühungen, die Höhe des Low Supply Level um einen Meter abzusenken. Dadurch würde sich das nutzbare Speichervolumen des Stausees vergrößern.

## Seefauna
Zur Seefauna des Mayo Lake gehören der Amerikanische Seesaibling und die Heringsmaräne.